# (9918) 1979 MK3
(9918) 1979 MK3 (1979 MK3, 1988 CX) — астероїд головного поясу, відкритий 25 червня 1979 року.
Тіссеранів параметр щодо Юпітера — 3.198.